# Daltonia latolimbata
Daltonia latolimbata là một loài rêu trong họ Daltoniaceae. Loài này được Broth. mô tả khoa học đầu tiên năm 1916.